# Міра Баняц
Міра Баняц (нар. 4 вересня 1929, Єрдевік, Королівство Югославія) — югославська та сербська акторка театру і кіно.

## Вибіркова фільмографія
- Майстри, майстри (1980)
- Вуковар (1994)
- Красиві села красиво горять (1996)
- Коли настане день (2012)